# حمض السلفونيك

البنية العامة لحمض السلفونيك

حمض السلفونيك يشير إلى عضو في صنف المركبات العضوية الكبريتية ذات الصيغة العامة RS(=O)2–OH حيث R هي مجموعة ألكيل أو أريل عضوية ومجموعة S(=O)2–OH هيدوكسيد السلفونيل. حمض السلفونيك يمكن أن يمثل بأنه حمض الكبريت مع مجموعة هيدروكسيل مستبدلة بـ مستبدل عضوي. المركب الأب (ذرة الهيدروجين تستبدل بالمستبدل العضوي) هو مركب افتراضي لحمض الكبريتوز. أملاح أو إسترات الحموض السلفونية تسمى سلفونات.
ويعرف أيضاً باسم شائع (الزفتة)
وغالباً ما يطلق اسم حمض السلفونيك أو الزفتة على حمض سلفونات دودوسيل البنزن dodecylbenzenesulfonic acid

## تحضيره
يتولد حمض السلفونيك بعملية السلفنة. عامل السلفنة عادة هو ثلاثي أكسيد الكبريت. التطبيق الخاص الواسع الطيف لهذه الطريقة هو إنتاج حموض ألكيل البنزين المسلفنة.
RC6H5 + SO3 → RC6H4SO3H
في هذ التفاعل، ثلاثي أكسيد الكبريت هو شغوف بالإلكترون ويخضع الأرين إلى عملية استبدال عطري شغوف بالإلكترونات.
يمكن أكسدة الثيولات لتتحول إلى حموض سلفونيك:
RSH + 3/2 O2 → RSO3H

## التطبيقات
مع أن الحموض السلفونية الألكيلية والأريلية معروفة، إلا أن معظم التطبيقات مرتبطة بالمشتقات العطرية.

### المنظفات والفاعلات بالسطح
المنظفات والمواد الفاعلة بالسطح هي جزيئات تتضمن مجموعات عالية القطبية وأخرى لاقطبية. الصابون هو فاعل بالسطح معروف مشتق من الحموض الدسمة. منذ منتصف القرن العشرين، تفوق استخدام حموض السلفونيك على الصابون في المجتمعات المتطورة. فمثلا، ينتج مليوني كيلوغرام من سلفونات ألكيل البنزين سنويًا لأغراض متعددة.
سلفونات الليغنين هي مكونات في سوائل الثقب ومواد مضافة لبعض أنواع الخرسانة.

### الأصبغة
العديد إن لم يكن معظم أصبغة الأنثراكينون تنتج أو تعالج بالسلفنة  تميل حموض السلفونيك للارتباط الوثيق مع البروتينات والكربوهيدرات. معظم الأصبغة القابلة للغسل هي حموض سلفونيك (أو تمتلك مجموعة سولفونيل) لهذا السبب. الأصبغة المباشرة في أغلبها تتضمن مجموعات السلفونيل، وهي تساعد على انحلالية الصباغ في حوض الصباغة لتسهيل انتقاله إلى الألياف النسيجية كالقطن.

### الأدوية
أدوية سلفوناميد المضادة للبكتريا منتجة من حموض السلفونيك.